# Карл Леммле
Карл Леммле (англ. Carl Laemmle; 17 січня 1867, Лаупгайм — 24 вересня 1939, Беверлі-Гіллз) — засновник найстарішої (з існуючих) американської кіностудії Universal, який займався створенням більш ніж 400 німих фільмів.

## Життєпис
Карл Леммле народився у 1867 році у єврейському кварталі містечка Лаупгайму у Вюртембергу. У юності він був підмайстром в Іхенгаузені.
Леммле емігрував в Америку в 17-річному віці. Протягом наступних 20 років працював у провінційному Ошкоше кур'єром в аптеці, бухгалтером, керуючим магазином одягу. У 1906 році Леммле звільнився з роботи й заснував один з перших кінотеатрів в Чикаго. Він кинув виклик монополії Томаса Едісона на рухомі знімки (компанія з патентів на кінофільми). У 1907 році Леммле заснував власну фірму Laemmle Film Service і вступив у жорстку конкуренцію з трестом Едісона за верховенство в американській кіноіндустрії. У цій боротьбі його козирем стало іменування виконавців головних ролей у початкових титрах фільму, що в ті часи анонімних кіноакторів уявлялося сміливим маркетинговим ходом. Після переїзду в Нью-Йорк Карл Леммле став займатися продюсуванням фільмів, створюючи компанію Independent Moving Pictures (IMP).
Леммле вважається основоположником «конвеєра зірок» (star system), на якому будувався класичний Голлівуд. Він придумував своїм акторам і актрисам нові імена і гламурні біографії, щедро приплачуючи газетярам за згадку на кожному кроці «зірки». Одним з перших «продуктів» цього конвеєра була Мері Пікфорд.

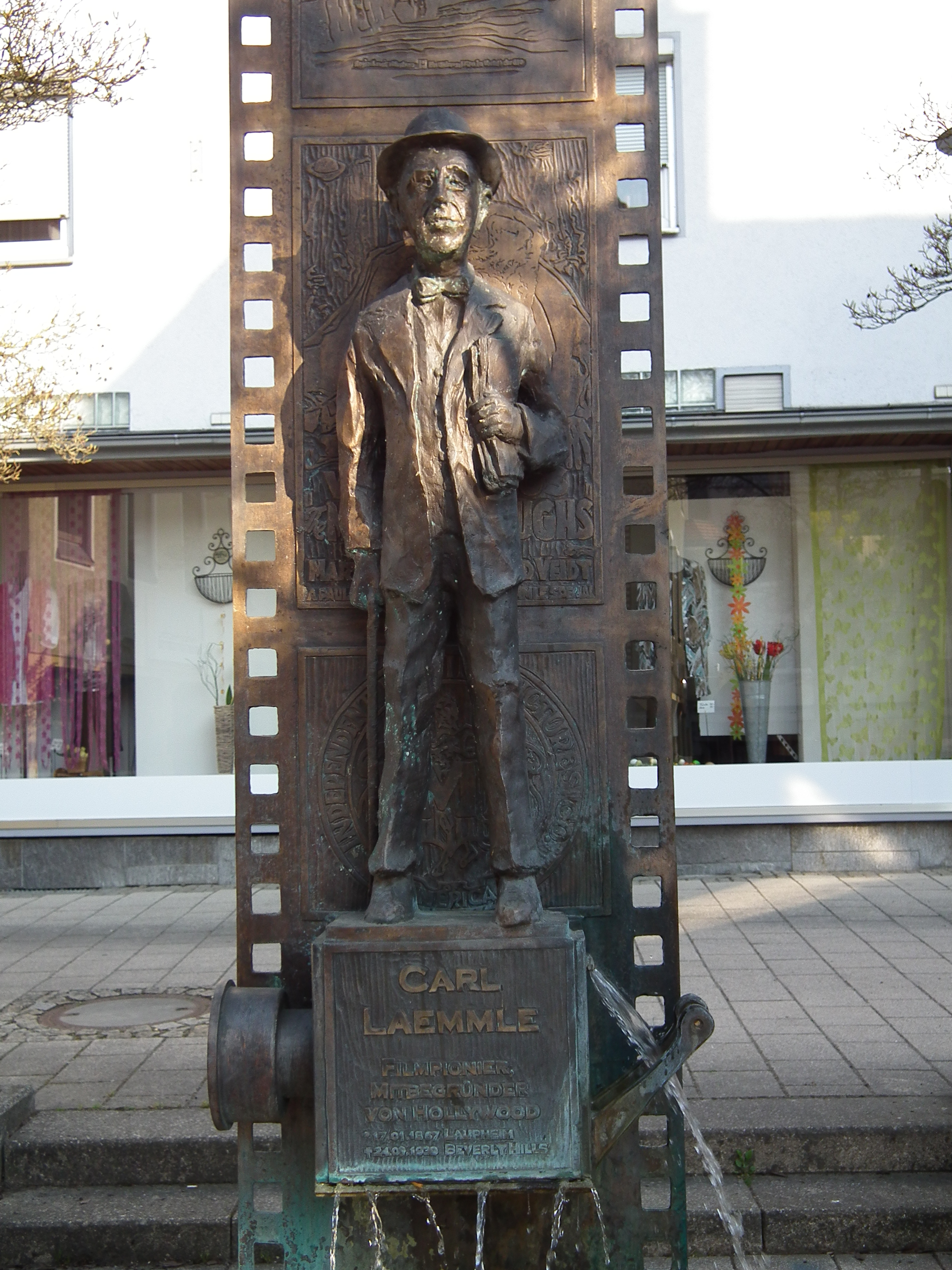
Пам'ятник Карлу Леммле в Лаупгаймі

У 1912 році Леммле зареєстрував компанію Universal. 30 квітня 1912 року в Нью-Йорку Леммле зібрав разом Пета Пауерса з Powers Motion Picture Company, Марка Дінтенфасса з Champion Film Company, Вільяма Свансон з Rex Motion Picture Company, Девіда Хорслі з Nestor Film Company і Чарльза Баумана й Адама Кесселя з New York Motion Picture Company, щоб об'єднати свої компанії з IMP як Universal Film Manufacturing Company, при цьому Леммле зайняв роль президента. Вони заснували компанію зі студіями у Форт-Лі, штат Нью-Джерсі. В 1915 році студія переїхала в долину Сан-Фернандо, штат Каліфорнія. Свою студію Леммле відразу відкрив для доступу всіх охочих подивитися на те, як знімаються фільми.
Universal мала два офіси на східному узбережжі: перший розташовувався на Бродвеї, 1600, Нью-Йорк. Ця споруда, спочатку відома як будівля Studebaker. Була знесена приблизно у 2004-5 роках. Друге місце, де розміщувався офіс Universal — 730 Fifth Avenue, Нью-Йорк. Багато років по тому офіс було розташовано на 445 Park Avenue.
Попри успіх цієї площадки (в той час найбільшої у світі кіно) і постійне зростання оборотів, Леммле продовжував розглядати Universal як сімейний бізнес. Під його керівництвом в студії працювало не менше 70 родичів, багато з яких займали ключові пости. Кіно не стало для «дядечка Карла» (Uncle Carl) єдиною справою життя: він не забував про своїх родичів і часто відвідував їх в Європі. Він відкрив у Центральній Європі філію своєї компанії, а після приходу до влади в Німеччині нацистів фінансував еміграцію лаупгаймських євреїв до Америки. Під час перебування Леммле в Європі справами студії займався молодий Ірвінг Тальберг.
Як подарунок до дня повноліття в 1928 році Леммле здав управління студією своєму 21-річному синові Карлу-молодшому. В умовах Великої депресії молодший Леммле виявився поганим керівником. Натхненний успіхом «Привида Опери» (1925), він запустив у виробництво серію класичних фільмів жахів, але основну ставку зробив на дорогі постановки, такі як екранізації роману «На західному фронті без змін» (1930) і мюзиклу «Плавучий театр» (1929).
Хоча батько і син Леммле довгий час пишалися повною відсутністю боргів, провал мюзиклу в прокаті в складних умовах переходу Голлівуду до звуку змусив їх компенсувати збиток великою позикою. Була розгорнута програма тотальної оптимізації витрат, бюджети нових постановок скорочені в рази (від чого постраждали «Дракула» і «Франкенштейн»); найбільш високооплачувані зірки пішли до конкурентів. До середини 1930-х Universal перейшов у розряд виробників малобюджетних фільмів. Заклавши свої права на студію, Леммле змушені були з ними розлучитися 1936 року всього лише за $5 млн.
Карл Леммле, хоча і зняв сотні фільмів за роки своєї активної роботи в якості продюсера (1909-1934), запам'ятався по «Горбаню з Нотр-Дама» (1923), «Привиду опери» (1925) і «Людина, яка сміється» (1928) та більшості ранніх звукових фільмів жахів, таких як Дракула (1931), Франкенштейн (1931).